# Ellychnia flavicollis
Ellychnia flavicollis är en skalbaggsart som först beskrevs av Leconte 1868.  Ellychnia flavicollis ingår i släktet Ellychnia och familjen lysmaskar. Inga underarter finns listade i Catalogue of Life.